# 1983
1983 (MCMLXXXIII) je bilo navadno leto, ki se je po gregorijanskem koledarju začelo na soboto.

## Dogodki
- 3. januar – izbruhne havajski ognjenik Kilauea, ki je od takrat neprestano aktiven še danes.
- 31. januar – Združeno kraljestvo uzakoni obvezno uporabo varnostnega pasu za voznika in sopotnika na sprednjem sedežu v avtomobilih.
- 1. marec – Baleari in Madrid se preoblikujeta v avtonomni skupnosti Španije.
- 23. marec – ameriški predsednik Ronald Reagan prvič predstavi predlog t. i. programa strateške obrambne iniciative za razvoj sistema obrambe pred sovražnimi izstrelki (v javnosti znanega tudi pod imenom »vojna zvezd«)
- 17. maj – Izrael, Libanon in Združene države Amerike podpišejo dogovor o izraelskem umiku iz Libanona; konec Libanonske vojne.
- 18. junij – Sally Kristen Ride postane prva Američanka v vesolju, na krovu raketoplana Challenger (misija STS-7).
- 21. julij – na sovjetski raziskovalni postaji Vostok na Antarktiki izmerijo najnižjo zabeleženo temperaturo na Zemlji, −89,2 °C.
- 23. julij – z množičnimi izgredi uperjenimi proti Tamilom se prične 26-letna državljanska vojna na Šri Lanki.
- 19. september – Sveti Kitts in Nevis postane neodvisna država.
- 21. september – ameriška komisija za telekomunikacije (FCC) odobri trženje prvega mobilnega telefona, DynaTAC 8000x proizvajalca Motorole, s čimer se prične doba mobilne tehnologije v telekomunikacijah.
- 27. september – Richard Stallman prvič oznani projekt GNU.
- 25. oktober – ameriške sile vdrejo na Grenado da bi strmoglavile vojaško hunto, ki je prišla na oblast z državnim udarom.
- 15. november – ciprski Turki razglasijo Turško republiko Severni Ciper.
- 17. november – v Mehiki je ustanovljena Zapatistična nacionalna osvobodilna vojska (EZLN).
- 10. december – s pričetkom predsedniškega mandata Raúla Alfonsína se konča obdobje vojaške vladavine v Argentini.

## Rojstva
- 19. januar – Justyna Kowalczyk, poljska smučarska tekačica
- 15. april – Ilija Kovalčuk, ruski hokejist
- 2. maj – Tina Maze, slovenska alpska smučarka
- 25. maj – Daniel Albrecht, švicarski alpski smučar
- 8. junij – Kim Clijsters, belgijska tenisačica
- 13. julij – Šjang Liu, kitajski atlet
- 6. november – Nicole Hosp, avstrijska alpska smučarka
- 8. september – Peter Kauzer, slovenski kajakaš
- 14. september – Amy Winehouse, angleška pevka († 2011)
- 29. september – Anže Tomić, slovenski radijski voditelj in podcaster
- 27. oktober – Maja Martina Merljak, slovenska gledališka in filmska igralka
- 18. december – Jani Brajkovič, slovenski kolesar

## Smrti
- 27. januar – Louis de Funès, francoski filmski igralec, komik (* 1914)
- 30. januar – Alan Gordon Cunningham, britanski general, politik (* 1887)
- 15. februar – Ivan Škafar, slovenski zgodovinar in literarni zgodovinar (* 1912)
- 25. februar – Tennessee Williams, ameriški pisatelj (* 1911)
- 9. marec – Ulf von Euler, švedski fiziolog in farmakolog, nobelovec (* 1905)
- 13. marec – Anton Slodnjak, slovenski literarni zgodovinar (* 1899)
- 18. marec – Umberto II., italijanski kralj (* 1904)
- 22. marec – Peter Žiža, slovenski nevrolog (* 1919)
- 26. marec – Anthony Blunt, angleški umetnostni zgodovinar in vohun (* 1907)
- 30. april – Muddy Waters, ameriški glasbenik (* 1913)
- 22. maj – Albert Claude, belgijski biolog, nobelovec (* 1899)
- 25. maj – Idris I., libijski kralj (* 1989)
- 8. junij – Miško Kranjec, slovenski pisatelj, novinar in politik (* 1908)
- 1. julij – Buckminster Fuller, ameriški arhitekt (* 1895)
- 10. julij – Werner Egk, nemški skladatelj, dirigent (* 1901)
- 29. julij – Luis Buñuel Portolés, španski filmski režiser (* 1900)
- 3. september – Piero Sraffa, italijanski ekonomist (* 1898)
- 10. september – Felix Bloch, švicarsko-ameriški fizik, nobelovec (* 1905)
- 15. september – Prince Far I, jamajški pevec reggaeja, glasbenik (* 1944)
- 23. september – Rajko Jamnik, slovenski matematik (* 1924)
- 25. september – Leopold III., belgijski kralj (* 1901)
- 7. oktober – George Ogden Abell, ameriški astronom (* 1927)
- 26. oktober – Alfred Tarski, poljski logik, matematik in filozof (* 1901)
- 20. november – Kristmann Gudmundsson, islandski književnik (* 1901)
- 25. december – Joan Miró, katalonski slikar in kipar (* 1893)

## Nobelove nagrade
- Fizika – Subrahmanyan Chandrasekhar, William Alfred Fowler
- Kemija – Henry Taube
- Fiziologija ali medicina – Barbara McClintock
- Književnost – William Golding
- Mir – Lech Wałęsa
- Ekonomija – Gerard Debreu